# Lysandra alba
Lysandra alba är en fjärilsart som beskrevs av Fernandes 1927. Lysandra alba ingår i släktet Lysandra och familjen juvelvingar. Inga underarter finns listade i Catalogue of Life.